# 장현수
장현수(張賢秀, 1991년 9월 28일~)는 대한민국의 축구 선수로 포지션은 수비수 겸 미드필더이다. 현재 카타르 스타스 리그의 알가라파 SC 소속으로 활동하고 있다. 또한 대한민국 축구 국가대표팀 소속으로 활동하여 2018년 FIFA 월드컵과 2015년 AFC 아시안컵에 참가했고 2015년 아시안컵에서 준우승, 2014년 아시안 게임에서 금메달을 획득했다.

## 구단 경력
2012 시즌을 앞둔 2011년 12월 26일 일본 J1리그의 FC 도쿄 입단을 확정지으며 프로 선수 경력을 시작했다. 2012년 4월 8일 가와사키 프론탈레와의 경기를 통해 프로 리그 데뷔했으며 5월 26일에 우라와 레드와의 경기에서 첫 골을 기록했다. 2013 시즌까지 두 시즌 동안 공식전 50경기 4골을 기록하며 2013 시즌 천황배 4강 진출에 기여했다.
2013 시즌 종료 후 중국 슈퍼리그의 광저우 시티로 이적했다. 이적 첫 시즌인 2014년 리그에서는 23경기 1골을 기록하여 리그 3위 입성에 기여했으며  구단 역사상 첫 아시아 챔피언스리그 진출에 기여했다. 또한 2016년 FA컵 4강 진출에 기여했다. 2017 시즌에는 공식전 2경기 출전에 그치며 결국 2017 시즌 여름 이적 시장을 통해 FC 도쿄로 복귀했다. 
FC 도쿄로 복귀한 뒤 2019 시즌까지 3시즌동안 공식전 52경기 4골을 기록했고 특히 2019 시즌 6월 전반기까지는 팀의 리그 선두를 이끄는 등 활약했다. 같은 해 7월 13일 사우디 프로페셔널리그의 알힐랄 SFC와 4년 계약을 체결했다. 공식전 129경기 5골을 기록하며 리그 3회 우승, 사우디아라비아 국왕컵 2회 우승, AFC 챔피언스리그 2회 우승 및 1회 준우승, 2019년 FIFA 클럽 월드컵 4위, 2020년 사우디 슈퍼컵 준우승, 2021년 사우디 슈퍼컵 우승, 2022년 FIFA 클럽 월드컵 준우승, 2022-23 시즌 리그 3위의 성적에 기여하는 등 4시즌동안 알힐랄의 핵심 수비수로 활약했다.
이후 2022-23 시즌 종료 후 림프샘 종양이 발견되면서 림프샘 양성 종양 치료를 위해 4개월 동안 불가피하게 재활에 들어갔다. 이미 대한민국으로 귀국 후 치료를 받고 있다는 사실이 알려지면서 '알힐랄 구단 측은 4시즌동안 팀의 핵심 수비수로 활약해준 장현수를 위해 계약 해지 후에도 한국에서의 치료비를 전액 지원해주기로 밝힌 것은 물론 완치 후 다시 재계약을 성사시킬 의지가 있다'고 사우디 매체인 쿠라 365가 밝혔다.
리야드의 한 병원에서 림프샘 양성 종양 치료 재활에 전념한 끝에 2023년 9월 완치 판정을 받았고 그로부터 2개월 뒤인 11월 24일 카타르 스타스 리그의 알가라파 SC와 1년 계약을 체결했으며 이틀 후 움살랄 SC와의 카타르 리그 데뷔전에서 무난한 경기력을 선보이며 팀의 2-1 승리에 기여했다.

## 국가대표팀 경력

### 청소년 및 올림픽 대표팀
2009년부터 2011년까지 대한민국 U-20 대표팀의 일원으로 25경기 4골을 기록했다. 2010년 10월에는 중국에서 열린 2010년 AFC U-19 챔피언십에 참가하여 대표팀의 4강에 기여했고 2011년 7월에는 콜롬비아에서 개최된 2011년 FIFA U-20 월드컵에 참가하여 대표팀의 16강 진출에 기여했다. 
2011년부터 2014년까지는 대한민국 U-23 대표팀 소속으로 15경기 3골을 기록했다. 2014년 8월에는 자국 인천에서 열린 2014년 아시안 게임에서 U-23 대표팀의 주장으로 참가했으며 일본과 태국과의 경기에서 득점을 기록하며 1986년 아시안 게임 이후 28년만의 대한민국의 아시안 게임 통산 4번째 금메달 획득에 기여했다.
2016년 7월에는 브라질 리우데자네이루에서 열리는 2016년 하계 올림픽 본선을 앞두고 석현준, 손흥민과 함께 와일드카드로 발탁되어 인천 아시안 게임에 이어 다시 올림픽 대표팀의 주장을 맡았다. 팀은 8강에서 온두라스에 패하며 2회 연속 올림픽 메달 획득에 실패했다.

### 성인 대표팀
2013년 6월 18일 울산 문수축구경기장에서 열린 이란과의 2014년 FIFA 월드컵 아시아 지역 최종 예선 A조 최종전에서 국제 A매치 데뷔전을 가졌다.
2015년 1월 아랍에미리트에서 열린 2015년 AFC 아시안컵 본선에 참가하여 팀의 27년만의 아시안컵 결승 진출 및 준우승에 기여했다. 같은 해 8월에는 중국 우한에서 열린 2015년 EAFF 동아시안컵에 참가했으며 해당 대회 일본과의 결승 리그 2차전에서 A매치 데뷔골을 기록했다. 또한 팀의 통산 3번째 EAFF E-1 풋볼 챔피언십 우승을 이끔과 동시에 이 대회 최우수선수에 선정되었다. 2017년 12월에는 일본 도쿄에서 열린 2017년 EAFF E-1 풋볼 챔피언십에 대표팀 주장으로 참가했으며 중국과의 1차전과 일본과의 최종전에서는 3실점의 빌미를 제공했으나 대회 2연패 달성과 함께 베스트 수비수상을 받았다.
이듬해인 2018년 6월 러시아에서 열리는 2018년 FIFA 월드컵에 참가했으며 스웨덴과의 G조 조별리그 1차전에서 부정확한 롱패스로 박주호의 부상을 초래했고 멕시코와의 2차전에서는 페널티 박스 안에서 핸드볼 파울을 범하며 팀의 2경기 연속 패배의 원인을 제공했다. 이후 2014년 FIFA 월드컵 우승팀인 독일과의 조별 리그 최종전에서는 이전 2경기보다 좋은 경기력을 선보이면서 카잔의 기적에 기여했다. 이전 두 경기에서 범한 실수로 대한민국의 2회 연속 월드컵 조별리그 탈락의 빌미를 제공하면서 대한민국 축구팬들의 비난을 받았다.
그 후 2018년 10월 28일 예술체육요원 봉사활동 기록을 조작한 사실이 밝혀졌다. 이로 인해 대한축구협회는 장현수의 국가대표 자격을 영구 박탈하기로 결정했으며 2018년 10월 16일 홈에서 열린 파나마와의 친선 경기가 장현수의 마지막 A매치 경기가 되었다. 장현수는 이 경기를 끝으로 국가대표팀에서 제명되었다.

## 경력 통계

### 국가대표팀 득점
| # | 경기일     | 경기장소                   | 상대팀 | 득점  | 결과  | 비고                               |
| - | ---------- | -------------------------- | ------ | ----- | ----- | ---------------------------------- |
| 1 | 2015/08/05 | 중국, 우한 스포츠 센터     | 일본   | 1 – 0 | 1 – 1 | 2015 동아시안컵                    |
| 2 | 2015/09/08 | 레바논, 사이다 국제경기장  | 레바논 | 1 – 0 | 3 – 0 | 2018년 FIFA 월드컵 아시아 2차 예선 |
| 3 | 2015/11/12 | 대한민국, 수원월드컵경기장 | 미얀마 | 3 – 0 | 4 – 0 | 2018년 FIFA 월드컵 아시아 2차 예선 |

## 수상 및 주요 성적

### 클럽
FC 도쿄
- 천황배 : 4강 (2013)

 광저우 시티
- 중국 슈퍼리그 : 3위 (2014)
- 중국 FA컵 : 4강 (2016)

 알힐랄 SFC
- 사우디 프로페셔널리그 : 우승 (2019-20, 2020-21, 2021-22), 3위 (2022-23)
- 사우디아라비아 국왕컵 : 우승 (2019-20, 2022-23)
- AFC 챔피언스리그 : 우승 (2019, 2021), 준우승 (2022)
- FIFA 클럽 월드컵 : 준우승 (2022), 4위 (2019)
- 사우디 슈퍼컵 : 우승 (2021), 준우승 (2020)

### 국가대표팀
대한민국 U-20
- AFC U-20 아시안컵 : 4강 (2010)

 대한민국 U-23
- 아시안 게임 : 금메달 (2014)

 대한민국
- AFC 아시안컵 : 준우승 (2015)
- EAFF E-1 풋볼 챔피언십 : 우승 (2015, 2017)

### 개인 수상
- EAFF E-1 풋볼 챔피언십 MVP : 2015
- EAFF E-1 풋볼 챔피언십 베스트 수비수 : 2017